# ديزني إكس دي (الهند)
ديزني إكس دي هي قناة تلفزيونية هندية مدفوعة، أطلقت في 14 نوفمبر 2009 لتحل محل تون ديزني. كانت الشبكة هي المكافئ الهندي للشبكة الأمريكية الأصلية. استبدلت القناة بـ عالم مارفل السينمائي في 20 يناير 2019 الساعة 12 ظهرًا.

## البرامج

### البرامج الأصلية
- آرون ستون[3]
- أغادم بغداد تيغدام
- بيج باد بيتلبورجس
- صرخة الرعب
- البطل - بهاكتي هاي شاكتي هاي[4]
- أنا في الفرقة
- ميك- X4
- مايتي مورفن حارس السلطة
- زوج من الملوك
- باور رينجرز دينو ثاندر
- باور رينجرز جانغل فيوري[4]
- باور رينجرز الإنقاذ السريع
- فقدت غالاكسي باور رينجرز
- باور رينجرز: القوة الغامضة
- باور رينجرز نينجا ستورم
- باور رينجرز: عملية أوفردرايف
- باور رينجرز دورة في الدقيقة
- باور رينجرز توربو
- باور رينجرز تايم فورس
- باور رينجرز وايلد فورس
- ريوكيندو[5]
- شاكا لاكا بوم بوم
- تليماخوس
- فيكي وفيتال
- زيكي ولوثر
- زوران

### أنيمي
- تبادل لاطلاق النار ب دامان
- بي بليد
- غون فتى العصر الحجري
- هيرمان[6]
- إنفينيتي نادو
- كوشي كامي
- المخترع الصغير
- ليتل مون لايت رايدر
- رجل محظوظ
- نينتاما رانتارو
- بوكيمون
- ألترا ب